# 波多野哲朗
波多野 哲朗（はたの てつろう、1936年3月15日 - 2020年10月2日）は、日本の映画評論家、映像作家、翻訳家。
東京造形大学名誉教授、日本大学大学院芸術学研究科非常勤講師。
福井市出身。日本映像学会元会長、日本映画学会名誉顧問、日本アニメーション学会名誉会員 を務めた。

## 経歴
1969年から1971年まで山根貞男、手島修三とともに映画批評誌『シネマ』（誌名は『シネマ69』『シネマ70』『シネマ71』と変遷）の編集・発行に携わる。
1998年には、オートバイによるユーラシア大陸横断ツーリングを計画し、みずから隊長としてロシアのウラジオストックからポルトガルのロカ岬まで16000キロを約2か月をかけて横断に成功した。
2020年10月2日9時、がんのため、東京都多摩市の病院で死去。84歳没。

## 著書

### 共著
- 映画監督・TVディレクターになるには ぺりかん社 1973 共著：佐藤忠男、山根貞男

### 編書
- 映画理論集成 岩本憲児, 波多野哲朗 編 フィルムアート社 1982
- 映画監督になるには 波多野哲朗 編著 ぺりかん社 1993 (なるにはbooks ; 9)

### 訳書
- アンダーグラウンド映画 シェルドン・レナン 著,波多野哲朗 訳 三一書房 1969
- パゾリーニとの対話 ジョン・ハリディ 著,波多野哲朗 訳 晶文社 1972 (晶文選書)
- 西部劇・夢の伝説 フィリップ・フレンチ 著,波多野哲朗 訳 フィルムアート社 1977

## 映像作品

### 映画
- サルサとチャンプルー Cuba/Okinawa 2007 監督・製作・企画担当

### テレビ
- オートバイによるユーラシア大陸横断